# Lokve (Split)
Lokve su splitski gradski kotar. 

## Znamenitosti
- konkatedrala svetog Petra

## Vanjske poveznice
- Gradski kotar Lokve  Arhivirana inačica izvorne stranice od 23. listopada 2013. (Wayback Machine) (hrv.)

|  | Portal Hrvatske – Pristup člancima s tematikom o Hrvatskoj. |